# Union pour la défense des sans-papiers
L'Union pour la défense des sans-papiers (en abrégé UDEP, en néerlandais Unie van Mensen zonder Papieren) est une association belge pour le droit des étrangers en situation irrégulière. Elle s'est particulièrement illustrée en 2006 en organisant des occupations d'églises et des manifestations de grande ampleur en vue de la régularisation administrative de ces personnes. Nombre de ces « sans papiers » possèdent cependant des papiers, mais se plaignent du temps pris pour examiner leur demande d'asile politique ou de la décision négative qui leur a été rendue à la suite de cette demande.